# Anthrenus kryzhanovskii
Anthrenus kryzhanovskii is een keversoort uit de familie spektorren (Dermestidae). De wetenschappelijke naam van de soort werd in 1979 gepubliceerd door Sokolov.